# Surfando Karmas & DNA
Surfando Karmas & DNA é o décimo álbum de estúdio da banda de rock gaúcha Engenheiros do Hawaii, lançado em 2002.

## Contexto
É o primeiro álbum dos Engenheiros do Hawaii a contar com Humberto Gessinger nas guitarras desde Longe Demais das Capitais. O processo de gravação durou cerca de seis meses, as gravações ocorriam em vários estúdios diferentes, entre os shows da turnê de 10.001 Destinos.
O primeiro single do álbum, 3ª do Plural, foi composto por Gessinger em 1994, quando a banda ainda contava com Augusto Licks e Carlos Maltz em sua formação, porém a canção só foi gravada em 2001. A faixa "e-Stória", inicialmente chamada "História", é uma das primeiras composições de Gessinger e Maltz e já havia sido performada no primeiro show da banda, em janeiro de 1985. Para o álbum, sua letra foi modificada a partir de uma conversa entre os dois músicos via e-mail
A canção Nunca Mais, versão de Lullaby, de Shawn Mullins, foi gravada para o disco ¡Tchau Radar!, portanto, tendo ainda Luciano Granja, Adal Fonseca e Lucio Dorfman. O resultado da canção, porém, não agradou a Gessinger, que alterou levemente a letra e gravou a voz e o baixo, mantendo o arranjo original já gravado anteriormente.

## Faixas
Todas as faixas foram escritas por Humberto Gessinger, exceto onde anotado.
| N.º            | Título                  | Compositor(es)                             | Duração |  |
| 1.             | "Surfando Karmas & DNA" |                                            | 3:24    |  |
| 2.             | "3ª do Plural"          |                                            | 3:02    |  |
| 3.             | "Pra Ficar Legal"       | Humberto Gessinger; Paulinho Galvão        | 3:56    |  |
| 4.             | "Esportes Radicais"     | Gessinger; Victor Porto                    | 3:31    |  |
| 5.             | "Nunca Mais"            | Shawn Mullins / versão: Humberto Gessinger | 4:49    |  |
| 6.             | "Nem + 1 Dia"           |                                            | 3:43    |  |
| 7.             | "Ritos de Passagem"     | Gessinger, Galvão                          | 3:41    |  |
| 8.             | "Sei Não"               | Gessinger; Galvão                          | 3:13    |  |
| 9.             | "E-stória"              | Gessinger; Carlos Maltz                    | 3:15    |  |
| 10.            | "Datas e Nomes"         |                                            | 3:02    |  |
| 11.            | "Arame Farpado"         |                                            | 2:58    |  |
| Duração total: | Duração total:          | Duração total:                             | 38:34   |  |

## Recepção e crítica
A faixa título já vinha sendo executada ao vivo durante a turnê de 10.001 Destinos, com aceitação dos fãs. No mesmo sentido, o jornalista Guilherme Werneck afirmou a boa recepção da faixa 3ª do Plural pelas plateias, e entendeu que a nova formação atraiu um público mais jovem para os concertos.
Para a Scream & Yell, Marcelo Costa avaliou o álbum com nota 7.5, indicando ser melhor que os sucessores Dançando no Campo Minado e Acústico: Novos Horizontes, mas que a mudança de formação não resultou em uma inovação sonora, tornando o álbum incapaz de conquistar novos públicos. A jornalista Claudia Assef, da Folha de S.Paulo, avaliou o álbum com uma estrela de um total de cinco, criticando a falta de inovação nas composições, mas exaltando a habilidade técnica dos músicos.

## Créditos

### Engenheiros do Hawaii
- Humberto Gessinger: Guitarras, violão, teclado e voz em todas as faixas; baixo em Nunca Mais
- Paulinho Galvão: Guitarra e violão
- Bernardo Fonseca: Baixo
- Gláucio Ayala: Bateria e percussão

### Participações
- Luciano Granja: violão em Nunca Mais
- Lucio Dorfman: teclado em Nunca Mais
- Adal Fonseca: bateria em Nunca Mais
- Carlos Maltz: voz em e-Stória
- Renato Borghetti: harmônica em e-Stória